# Kampil
Kampil là một thị xã và là một nagar panchayat của quận Farrukhabad thuộc bang Uttar Pradesh, Ấn Độ.

## Địa lý
Kampil có vị trí 27°37′B 79°17′Đ / 27,62°B 79,28°Đ Nó có độ cao trung bình là 145 mét (475 feet).

## Nhân khẩu
Theo điều tra dân số năm 2001 của Ấn Độ, Kampil có dân số 8475 người. Phái nam chiếm 54% tổng số dân và phái nữ chiếm 46%. Kampil có tỷ lệ 47% biết đọc biết viết, thấp hơn tỷ lệ trung bình toàn quốc là 59,5%: tỷ lệ cho phái nam là 55%, và tỷ lệ cho phái nữ là 37%. Tại Kampil, 21% dân số nhỏ hơn 6 tuổi.